# Requiem pour un vampire
Requiem pour un vampire és una pel·lícula de fantasia i d'horror eròtica francesa de 1972 dirigida per Jean Rollin, sobre dues dones joves que es troben atrapades en un castell encantat governat per vampirs.

## Argument
Dues dones disfressades de pallasso i un conductor són perseguits pel camp, per motius que es desconeixen. Mentre l'home condueix, les dones disparen als seus perseguidors. Quan l'home és afusellat, les dones es veuen obligades a cremar el cotxe amb el seu cos a dins i un cop es treuen la disfressa, corren per un bosc, i més tard un cementiri, en el qual una de les dones, Michelle, és gairebé enterrada viva.
Caminant per un camp, arriben a l'exterior d'un castell gòtic. Allà són mossegades per ratpenats vampirs, que les porten a entrar al castell, on fan l'amor en un llit acollidor. Recorren el castell i descobreixen uns quants esquelets juntament amb una dona que toca un orgue. Ella comença a seguir-los, així que li disparen, però ella no mor. Fugen i són atrapats per uns homes que les forcen. Una dona vampir atura els homes i la dona vampir que els va perseguir gairebé els mossega fins que se separen. Aviat es troben amb un vampir masculí, l'últim de la seva espècie. Té plans per a les dones. Són mossegades per continuar amb la seva línia de sang, però han de romandre verges. A Michelle li agrada la idea de la vida eterna, però la seva xicota té seriosos dubtes, i en dormir amb Frédéric, un transeünt a l'atzar, no només posa en perill els plans del vampir, sinó que també posa a prova l'amor mutu i l'amistat entre ella i Michelle. El vampir s'adona que no ha de continuar la línia de sang, i deixa escapar la Michelle i la seva amiga.

## Repartiment
- Marie-Pierre Castel - Marie
- Mireille Dargent - Michelle
- Philippe Gasté - Frédéric
- Dominique - Erica
- Louise Dhour - Louise
- Michel Dalesalle
- Antoine Mosin
- Agnès Petit
- Olivier François
- Dominique Toussaint
- Agnes Jacquet
- Anne-Rose Kurra
- Paul Bisciglia - L'homme au Vélo

## Producció

### Càsting
Marie-Pierre Castel, que va protagonitzar les pel·lícules anteriors de Rollin  La Vampire nue  i  Le Frisson des vampires , es va unir al repartiment de Rèquiem perquè la seva germana bessona Catherine Castel no estava disponible. Un agent havia presentat a Rollin Mireille Dargent, que interpretaria la parella de Marie a la pel·lícula. Aquest agent era un lladre i cobrava els salaris de Dargent pel seu propi benefici. Rollin va contractar un advocat i l'agent li va retornar els ingressos. Requiem va ser la primera pel·lícula de Louise Dhour. Solia cantar les cançons de Damia a la discoteca de París La Ville Grille. Com a criada dels vampirs a la pel·lícula, se li va donar el paper més important i, per tant, va passar a formar part de la família Films ABC.

### Localització
La pel·lícula es va rodar al petit poble de Crêvecoeur. El cementiri es trobava fora del poble en un monticle. El castell, un lloc històric completament moblat amb antiguitats genuïnes, totes elles valien una fortuna, havia estat llogat a la duquessa de La Roche-Guyon. No era el seu castell el que els interessava Rollin i la tripulació, sinó les ruïnes del calabós de dalt, que dominaven tota la zona.

### Censura
A causa de la nuesa, algunes de les escenes es van haver de rodar dues vegades per a països com el Regne Unit. Per a l'escena en què Dargent està assotant Castel nua, es va rodar una altra escena amb ella amb sostenidor i calces. Per a les altres dues escenes, on Castel i Dargent fan l'amor, es van rodar dues escenes: l'original amb elles completament nues, i l'altra totalment vestida. A l'escena original on Dargent està sent perseguida per l'home, ella estava en topless; a l'escena censurada, estava vestida

## Mitjans domèstics
La pel·lícula es va estrenar en VHS a França com a part de la col·lecció Collectorror. L'edició nord-americana de VHS, retitulada Caged Virgins, va ser llançada el 22 d'agost de 1995. Fou estrenada una edició en VHS al Regne Unit per Salvation.
Diverses versions de la pel·lícula van ser llançades en DVD a diferents països. Per al llançament del DVD nord-americà, publicat el 30 de març de 1999, la pel·lícula va rebre el títol de "Rèquiem pour un vampire". La pel·lícula es va estrenar a França com a part de la col·lecció Jean Rollin el 24 de juny de 2004, amb extres que inclouen una entrevista amb Rollin, una biografia i una filmografia. El DVD del Regne Unit va ser llançat el 9 de setembre de 2004 per Redemption Films, en una versió de fotograma complet. Les edicions de DVD nord-americanes es van tornar a publicar el 24 de febrer de 2009, amb extres que inclouen escenes alternatives, una entrevista de 10 minuts amb Dhour, tràilers, escenes addicionals i una galeria de fotos.
Encore va llançar una edició limitada de DVD de tres discos a Europa en una nova versió anamòrfica de pantalla panoràmica 1.78:1, amb extres que inclouen comentaris d'àudio i introducció de Rollin, tràilers originals, una presentació de diapositives, escenes alternatives, entrevistes amb Bisciglia i Dhour i un Quadern de 64 pàgines.